# Хермесов дукат
Хермесов дукат (лат. Lycaena hermes, енгл. Hermes copper) је врста инсекта из реда лептира (Lepidoptera) и породице плаваца (Lycaenidae).  

## Распрострањење
Врста има станиште у Мексику и Сједињеним Америчким Државама.

## Станиште
Хермесов дукат има станиште на копну.

## Угроженост
Ова врста се сматра рањивом у погледу угрожености врсте од изумирања.